# Света Тавита
Света Тавита (грч. Ταβιθα), такође Дорка (грч. Δορκας) – је личност Новога завета; хришћанка из Јопе (сада Јафа), била је позната по свом вредном раду и доброчинству. Умрла је после болести, а оживео ју је апостол Петар. Ово чудо је имало је велики утицај на становнике Јопе: многи од њих су поверовали у Христа (Дела 9:36-43).
Тавита је чинила много милостиње и добрих дела. Једног дана се разболела и умрла, и већ је била припремљена за сахрану. Верници су призвали апостола Петра, који се у то време налазио у Лиди (данас израелски град Лод). Петар је стигао из Лиде у Јопу и ушао у собу у којој је лежала покојница, окружен уплаканим удовицама. Удовице су у сузама показивале апостолу кошуље и хаљине које је Тавита неуморно шила да би помогла сиромашнима. Пошто је све испратио, Петар се помолио и рекао: „Тавита, устани! Тавита је отворила очи и села. Дао јој је руку и подигао је. Затим, призвавши удовице и друге вернике, он им је представио живу.
Тавита је сахрањена у Руском врту у Јафи – на земљишту које је од 1868. године припадало „Руској духовној мисији у Јерусалиму“. Тренутно је ово место Руско предворје праведне Тавите.
Православна црква прославља свету Тавиту 27. октобра (11. новембра).